# Ácido 2-hidroxi-2-metilbutírico
Ácido 2-hidroxi-2-metilbutírico é o composto orgânico de fórmula C5H10O3, fórmula linear C2H5C(CH3)(OH)CO2H, SMILES CCC(C)(C(=O)O)O e massa molecular 118,13. Apresenta ponto de fusão 73-75 °C e ponto de ebulição 109 °C a 9mmHg. É classificado com o número CAS 3739-30-8 e CBNumber CB1706512.